# Bandera de Alberta
La bandera de Alberta, Canadá, se adoptó el 1 de junio de 1968.
La bandera tiene las proporciones 2:1, con el escudo provincial el centro. La altura del escudo son 7/11 de la altura de la bandera.
Los colores provinciales, adoptados en 1984, son el azul y el dorado. También se llaman “Alberta blue” y “Alberta gold”, apareciendo en el fondo (y en el cielo) y en los campos de trigo respectivamente.